# Paix armée

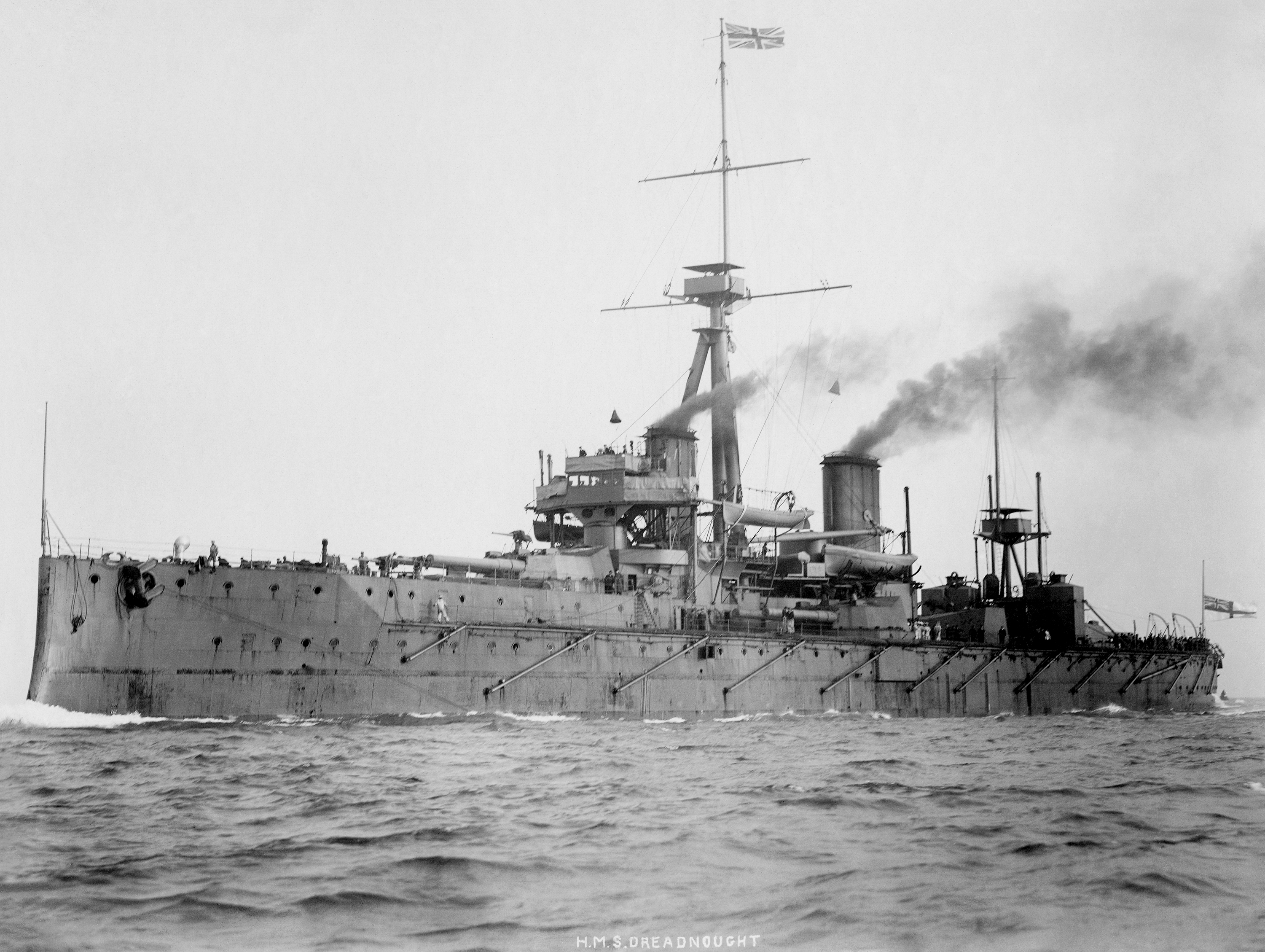
La construction du cuirassé britannique HMS Dreadnought en 1906 a relancé la course aux armements entre les puissances européennes.

L'expression de paix armée provient de la doctrine selon laquelle la force militaire est la première ou la principale garantie pour maintenir la paix. En anglais, l'expression équivalente est Peace through strength. En latin : Si vis pacem, para bellum (si tu veux la paix, prépare la guerre), qui a donné son nom au Luger Parabellum. Selon le contexte d'emploi, l'expression peut aussi bien renvoyer à la paix mondiale pour les chantres du pacifisme qu'à un emploi dans le registre de la menace considérée selon les vues militaristes. Cette doctrine constitue la justification la plus importante pour maintenir des armées puissantes, et sert également en tant que motivation fondatrice de la doctrine de la guerre froide nommée « Destruction mutuelle assurée ».
L'emploi de cette expression est subversif pour les partisans du désarmement : elle justifie les crédits militaires en affirmant que l'étendue des arsenaux évite la guerre.

## Thèse
Une puissance avec une supériorité écrasante du point de vue militaire ne serait jamais attaquée[réf. souhaitée] On peut donc considérer que la paix armée est un bouclier contre la guerre. Durant la guerre froide, par exemple, aucun conflit direct entre les détenteurs de la bombe nucléaire n'a éclaté grâce à son pouvoir de dissuasion, même s’il ne s'agit pas d'un exemple parfait, car pendant cette période les deux blocs opposés étaient considérablement armés.
On peut voir un deuxième aspect de la paix armée : celui-ci a pour but de protéger un peuple contre une guerre sur son territoire en battant son ennemi avant que la guerre ne puisse menacer de civils. Par exemple, l'intervention au Mali durant l'opération Serval (2013-2014), qui a permis de conserver une paix relative en Afrique[réf. souhaitée].

## Critique
De plus, les études en psychologie politique de Kaplowitz démontrent une perception plus négative et plus agressive des états considérés comme ennemis, ce qui renforce la crainte et les tensions liées à un armement. 
La théorie du dilemme de sécurité peut donc permettre d’expliquer le passage de l’Europe d’un état de paix armée à un état de guerre de manière soudaine en 1914 entraînant la première guerre mondiale, où les états ont perçu l’armement des états ennemis comme un armement offensif.
,,